# Ryōhei Suzuki
Ryōhei Suzuki (jap. 鈴木 良平, Suzuki Ryōhei; * 12. Juni 1949) ist ein ehemaliger japanischer Fußballspieler und -trainer.

## Karriere
Suzuki spielte in der Jugend für die Tokai-Universität.
1986 betreute er die Japanische Fußballnationalmannschaft der Frauen bei den Fußball-Asienmeisterschaft der Frauen 1986 in Hongkong. Von 1990 bis 1991 war er der Trainer des Nihon-Joshi-Soccer-League-Vereins Nikko Securities Dream Ladies.